# Still Not Black Enough
Still Not Black Enough (с англ. — «Всё ещё недостаточно чёрный») — шестой студийный альбом американской хеви-метал-группы W.A.S.P. Был выпущен на лейбле Castle Communications в 1995 году.

## Об альбоме
Также, в первое японское издание и в некоторые иные переиздания, вошла кавер-версия композиции «Tie Your Mother Down» британской рок-группы Queen.

## Список композиций
Тексты и музыка всех песен написаны Блэки Лолессом, кроме «Somebody to Love», автор — Дэрби Слик.
| №   | Название                                         | Длительность |
| --- | ------------------------------------------------ | ------------ |
| 1.  | «Still Not Black Enough»                         | 4:02         |
| 2.  | «Somebody to Love (кавер на Jefferson Airplane)» | 2:51         |
| 3.  | «Black Forever»                                  | 3:17         |
| 4.  | «Scared to Death»                                | 5:03         |
| 5.  | «Goodbye America»                                | 4:48         |
| 6.  | «No Way Out of Here»                             | 3:39         |
| 7.  | «Keep Holding On»                                | 4:04         |
| 8.  | «Rock and Roll to Death»                         | 3:45         |
| 9.  | «Breathe»                                        | 3:45         |
| 10. | «I Can’t»                                        | 3:08         |

| №   | Название                     | Автор(ы)                            | Длительность |
| --- | ---------------------------- | ----------------------------------- | ------------ |
| 11. | «It’s a Long Way to the Top» | Ангус Янг, Малькольм Янг            | 4:36         |
| 12. | «Whole Lotta Rosie»          | Ангус Янг, Малькольм Янг, Бон Скотт | 4:00         |
| 13. | «Skin Walker»                | Блэки Лолесс                        | 4:03         |
| 14. | «One Tribe»                  | Блэки Лолесс                        | 5:01         |

## Участники записи
- Блэки Лолесс — вокал, гитара, ритм-гитара, бас-гитара, клавишные, пианино;
- Фрэнки Банали[англ.] — ударные;
- Стет Хоуланд[англ.] — перкуссия (трек № 4).

Приглашенные музыканты:
- Боб Кулик — соло-гитара;
- Трейси Уитни — бэк-вокал.

Технический персонал:
- Майк Дэвис — звукоинженер, сведение;
- Энди ВанДетте — мастеринг;
- Кош Пирандоцци — дизайн.